# Maroa
Maroa és una ciutat dels Estats Units a l'estat d'Illinois. Segons el cens del 2000 tenia 1.654 habitants.

## Demografia
Segons el cens del 2000, Maroa tenia 1.654 habitants, 651 habitatges, i 477 famílies. La densitat de població era de 953,2 habitants/km².
Dels 651 habitatges en un 35% hi vivien nens de menys de 18 anys, en un 60,5% hi vivien parelles casades, en un 9,7% dones solteres, i en un 26,6% no eren unitats familiars. En el 23,7% dels habitatges hi vivien persones soles l'11,8% de les quals corresponia a persones de 65 anys o més que vivien soles. El nombre mitjà de persones vivint en cada habitatge era de 2,54 i el nombre mitjà de persones que vivien en cada família era de 3.
Per edats la població es repartia de la següent manera: un 27,4% tenia menys de 18 anys, un 7,6% entre 18 i 24, un 30% entre 25 i 44, un 22,1% de 45 a 60 i un 12,9% 65 anys o més.
L'edat mediana era de 37 anys. Per cada 100 dones de 18 o més anys hi havia 93,1 homes.
La renda mediana per habitatge era de 41.615 $ i la renda mediana per família de 46.908 $. Els homes tenien una renda mediana de 38.274 $ mentre que les dones 20.809 $. La renda per capita de la població era de 18.308 $. Aproximadament el 3% de les famílies i el 4,4% de la població estaven per davall del llindar de pobresa.

## Poblacions properes
El següent diagrama mostra les poblacions més properes.